# Parafia św. Bartłomieja Apostoła w Kowalewie
Parafia Świętego Bartłomieja Apostoła w Kowalewie – parafia rzymskokatolicka znajdująca się w diecezji kaliskiej, w dekanacie Pleszew.